# Znělá alveolární laterální frikativa
Znělá alevolární laterální frikativa je souhláska, vyskytující se v některých jazycích. V IPA je označována symbolem ɮ, v SAMPA jako K\.
- Způsob artikulace: třená souhláska (frikativa). Vytváří se pomocí úžiny (konstrikce), která se staví do proudu vzduchu, čímž vzniká šum – od toho též označení úžinová souhláska (konstriktiva).
- Místo artikulace: dásňová souhláska (alveolára). Uzávěra se vytváří mezi jazykem a dásňovým obloukem.
- Znělost: znělá souhláska – při artikulaci hlasivky vibrují. Znělým protějškem je neznělá alveolární laterální frikativa.
- Ústní souhláska – vzduch prochází při artikulaci ústní dutinou.
- Boková souhláska (laterála) – vzduch proudí převážně přes boky jazyka spíše než přes jeho střed.
- Pulmonická egresivní hláska – vzduch je při artikulaci vytlačován z plic.

V češtině se nevyskytuje, vyskytuje se například v kabardštině a mongolštině (zde je označována písmenem cyrilice л), a rovněž v jazyce zulu, kde se zapisuje spřežkou dl. Její symbol v IPA je odvozen z ligatur značek hlásek [l] (označuje české l) a [ʒ] (označuje české ž).